# Associazione Calcio Renate

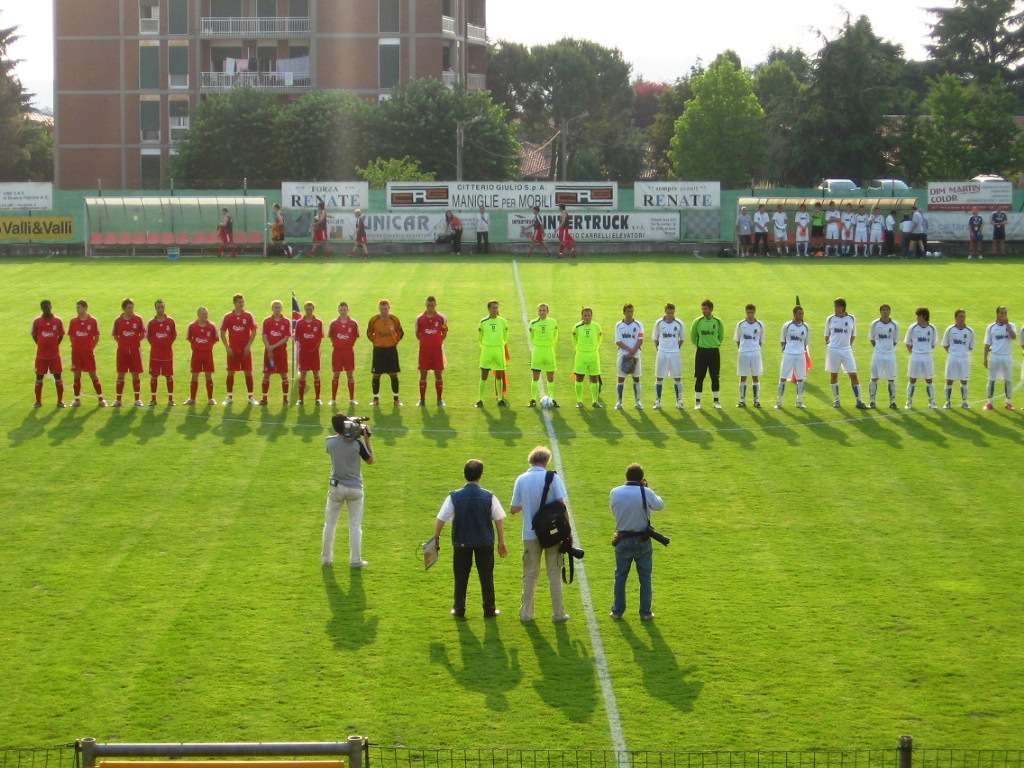
Partido entre los equipos juveniles de Renate y Liverpool, 2007.

La Associazione Calcio Renate es club de fútbol de Italia, con sede en Renate, en Lombardía. Fue fundado en 1947 y refundado en 1955. Compite en la Serie C, tercera categoría del fútbol italiano.

## Historia
Fue fundado en el año 1947 con el nombre Unione Sportiva Renatese, el cual cambiaron en 1961 por el nombre que usan actualmente.
El 4 de agosto del 2010 lograron formar parte de la Lega Pro Seconda Divisione por primera vez en su historia, donde en su primera temporada lograron clasificarse a la ronda de Play-Off, en la cual perdieron ante el FeralpiSalò, quien posteriormente ascendió.

## Palmarés

### Torneos regionales
- Eccellenza Lombardia (1): 2004-05 (Grupo B)
- Promozione Lombardia (1): 1998-99 (Grupo B)
- Prima Categoria Lombardia (1): 1995-96 (Grupo F)
- Seconda Categoria Lombardia (2): 1961-62 (Grupo D), 1977-78 (Grupo M)